# میراندا (ایالت)
ایالت میراندا (به اسپانیایی: Miranda)  یکی از ایالت‌های ۲۳گانهٔ ونزوئلا است که در بخش شمالی این کشور واقع شده‌است. 
مرکز این ایالت، شهر لاس تکوس است.

## خصوصیات
ایالت میراندا ۲٬۶۷۵٬۱۶۵ نفر جمعیت دارد.

## نگارخانه

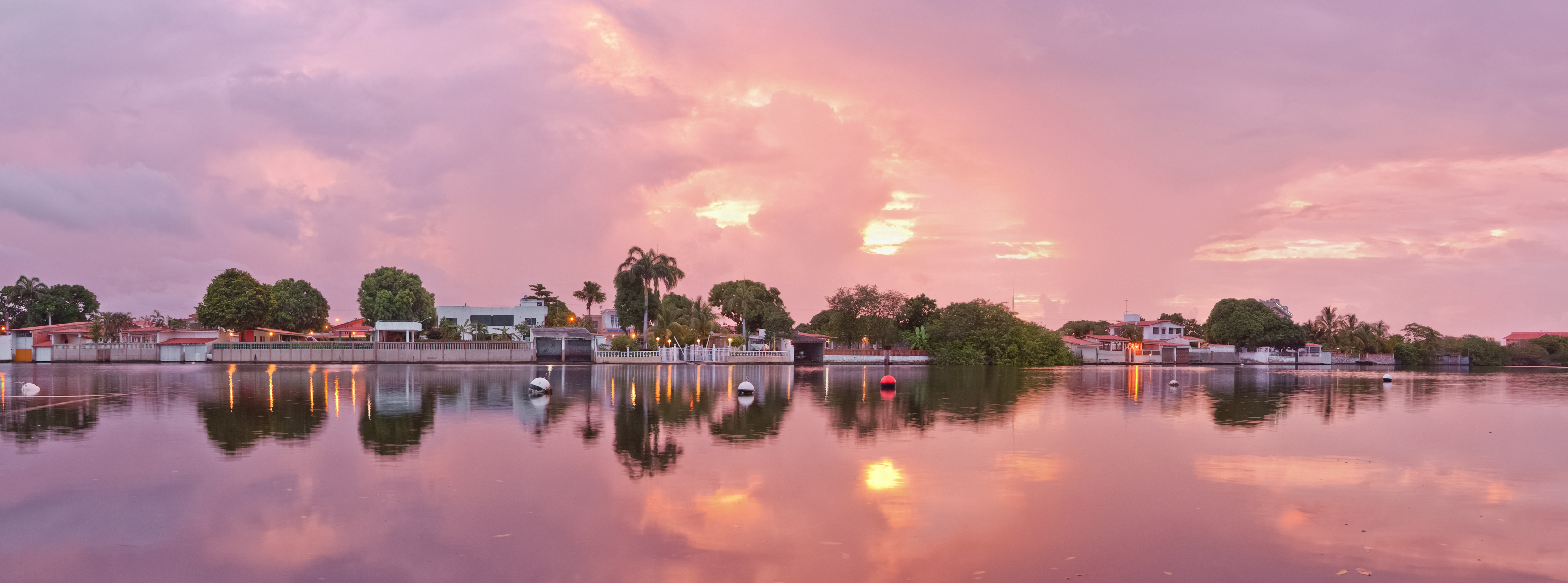
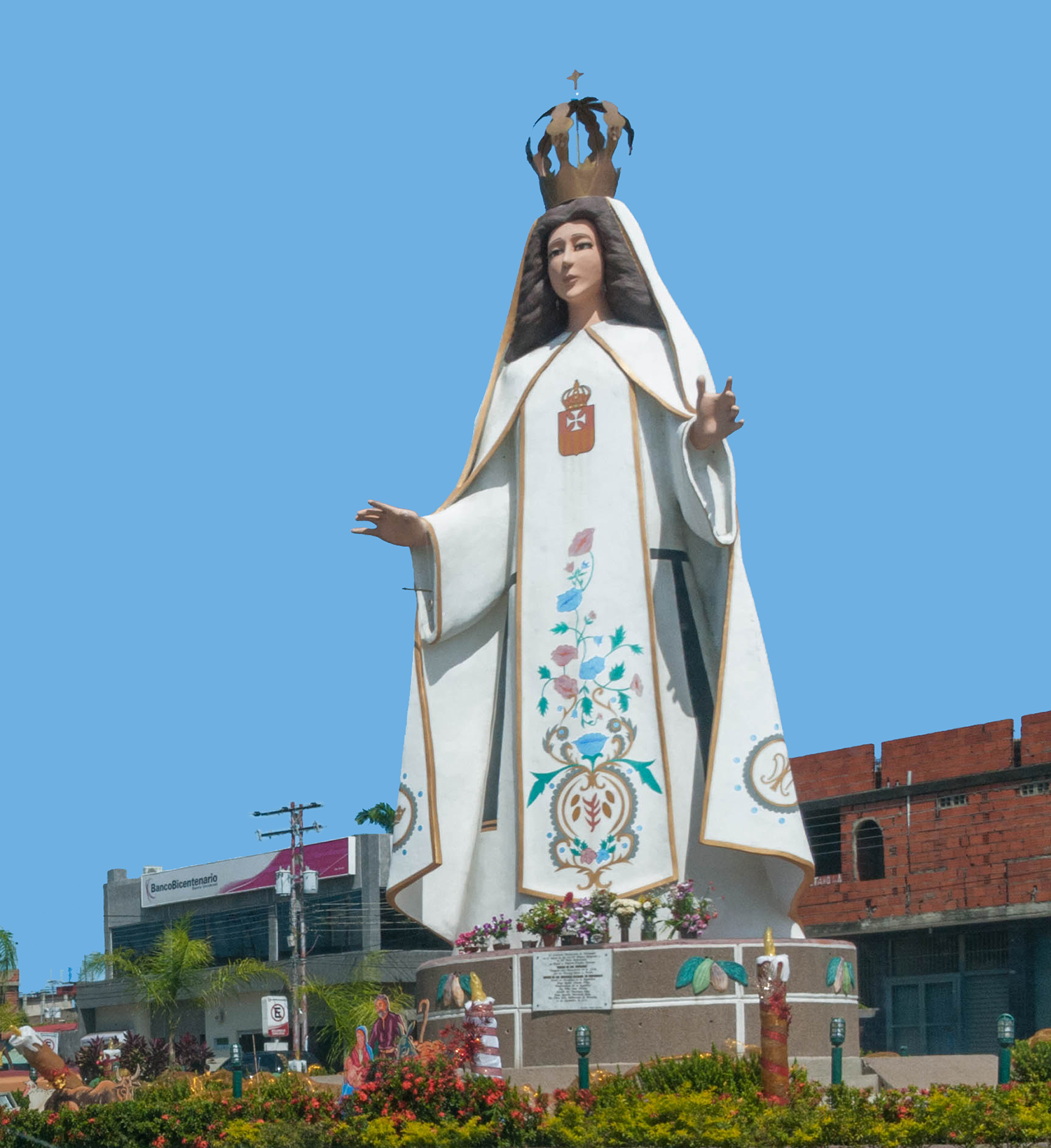
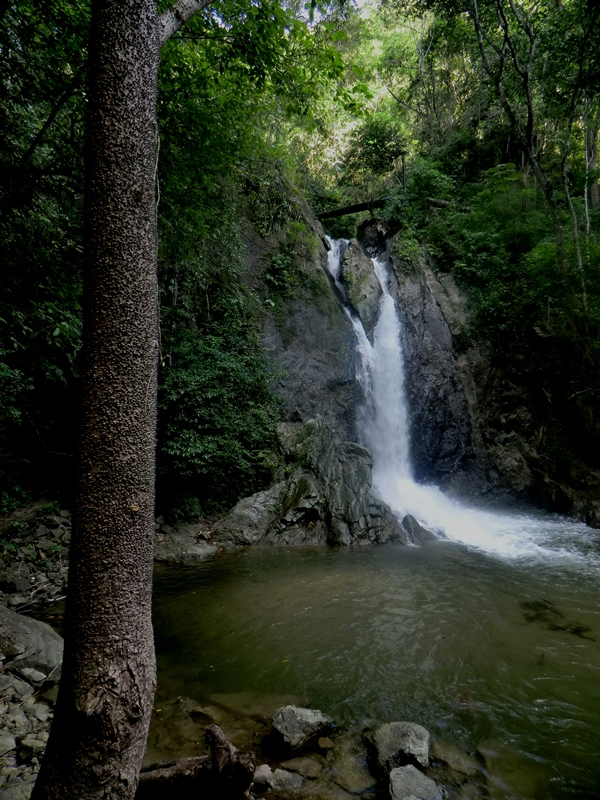